# Malá Kokšaga
Malá Kokšaga (rusky Малая Кокшага) je řeka v Marijské republice v Rusku, levý přítok Volhy. Je 194 km dlouhá. Povodí má rozlohu 5160 km².

## Průběh toku
Koryto je členité. V údolí řeky je mnoho starých ramen. Ústí do Kujbyševské přehrady.

## Vodní stav
Průměrný průtok je přibližně 30 m³/s. Zdrojem vody jsou převážně sněhové srážky. Zamrzá v listopadu a rozmrzá v dubnu.

## Využití
Na řece leží město Joškar-Ola.